# George Nader
George Garfield Nader, Jr. (19 de outubro de 1921 – 4 de fevereiro de 2002) foi um ator e escritor americano de ascendência libanesa. Ele apareceu em vários filmes de 1950 a 1974, incluindo Sins of Jezebel (1953), Congo Crossing (1956) e The Female Animal (1958). Durante esse período, ele também fez episódios para a televisão e estrelou várias séries, incluindo The Man and the Challenge (1959–60), da NBC. Na década de 1960 fez vários filmes na Alemanha, interpretando o agente do FBI Jerry Cotton. Ele é lembrado por seu primeiro papel principal, no filme de ficção científica 3-D de baixo orçamento, Robot Monster (1953), conhecido como "um dos piores filmes já feitos".
Discretamente gay durante sua carreira de ator, ele e seu parceiro de vida, Mark Miller, estavam entre os amigos mais próximos de Rock Hudson. Depois de se aposentar como ator, ele escreveu Chrome (1978), um romance de ficção científica que trata positivamente de um relacionamento entre pessoas do mesmo sexo.

## Juventude
Nader nasceu em Pasadena, Califórnia, filho de Alice (nascida Scott), natural do Kansas, e de George Garfield Nader, natural de Illinois. Ele obteve seu bacharelado em artes cênicas no Occidental College.
Durante a Segunda Guerra Mundial, ele serviu na Marinha dos Estados Unidos como oficial de comunicações no teatro do Pacífico de 1943 a 1946.

## Início de carreira
Nader começou sua carreira de ator em 1950. Ele apareceu em várias produções no Pasadena Playhouse ao longo de quatro anos, o que o levou a vários pequenos papéis em filmes. Ele participou de Rustlers on Horseback (1950) para a Republic Pictures enquanto também aparecia no palco em Summer and Smoke no Pasadena Playhouse.
Ele teve pequenos papéis em You're in the Navy Now (1951), The Prowler (1951), Take Care of My Little Girl (1951), The Desert Fox: The Story of Rommel (1951) e Two Tickets to Broadway (1951). Ele teve um papel maior em um faroeste de Tim Holt, Overland Telegraph (1951), e em um drama, Monsoon (1952). Ele iria estrelar um filme chamado GI Smith, mas a produção foi cancelada. Ele teve pequenos papéis não faturados nos filmes de estúdio Phone Call from a Stranger (1951) e Down Among the Sheltering Palms (1952).

## Protagonismo
O primeiro papel principal de Nader foi em Robot Monster (1953), um longa-metragem em 3-D dirigido por Phil Tucker. Embora o filme seja lembrado principalmente por seus atributos "camp" como "um dos piores filmes já feitos", foi um sucesso financeiro e levou a papéis mais proeminentes para Nader em outros filmes. Ele apoiou Paulette Goddard em Sins of Jezebel (1953) e teve um papel coadjuvante em Carnival Story (1954). Ele era o interesse amoroso masculino de Amanda Blake em Miss Robin Crusoe (1954) na Fox.
Enquanto isso, Nader apareceu regularmente em programas de TV como Schlitz Playhouse of Stars, Hallmark Hall of Fame, Letter to Loretta, Cavalcade of America, Lux Video Theatre, e The Pepsi-Cola Playhouse.

## Universal Pictures
Ele fez vários filmes para a Universal Studios, ao lado de protagonistas como Rock Hudson, Tony Curtis e Jeff Chandler. Seu primeiro filme para a Universal foi um faroeste, Four Guns to the Border (1954), no qual foi cobrado por Rory Calhoun e Colleen Miller. Ele seguiu com Six Bridges to Cross (1955), apoiando Tony Curtis e Julie Adams em um papel que Chandler recusou.
Nader foi promovido para liderar em The Second Greatest Sex (1955) ao lado de Jeanne Crain e em Lady Godiva of Coventry (1955) ao lado de Maureen O'Hara, substituindo Chandler novamente. Em 1955, ele ganhou o Globo de Ouro de melhor ator revelação.
Ele estrelou ao lado de Virginia Mayo em Congo Crossing (1956) e foi o segundo colocado para Chandler no caro épico de guerra da Universal, Away All Boats (1956). Ele foi o protagonista de Esther Williams em The Unguarded Moment (1956), estrelado pelo jovem John Saxon. Ele teve o maior faturamento em Four Girls in Town (1957) e Man Afraid (1957). Nader apoiou Audie Murphy em Joe Butterfly (1957), uma comédia militar. Ele liderou em Appointment with a Shadow (1958) e Flood Tide (1958). Ele era o interesse amoroso de Hedy Lamarr em The Female Animal (1958), substituindo John Gavin. Ele teve o papel principal em Nowhere to Go, um drama policial britânico de 1958 com a estreia de Maggie Smith nas telas.

## Televisão
Nader assumiu papéis regulares na televisão no final dos anos 1950, aparecendo em várias séries de curta duração, incluindo The Further Adventures of Ellery Queen (1959) e The Man and the Challenge (1959–60). Em 1961, ele apareceu no episódio "Self Defense" de Alfred Hitchcock Presents, com Audrey Totter; no ano seguinte, ele voltou para o episódio "Where Beauty Lies", ao lado de Cloris Leachman. Na temporada 1961-62, ele apareceu como investigador de seguros Joe Shannon no drama policial sindicalizado Shannon, co-estrelado por Regis Toomey.
Nader apareceu frequentemente no The Loretta Young Show, uma série dramática de antologia da NBC.
Produziu e dirigiu Walk by the Sea (1963).

## Internacional
Nader teve o papel-título em um espadachim europeu, Il colpo segreto di D'Artagnan (1963). Realizou Zigzag (1963) e The Great Space Adventure (1964) para Albert Zugsmith; ambos os filmes foram feitos nas Filipinas. Ele estrelou The Human Duplicators (1965) e regularmente atuou como ator convidado em programas de TV.
Nader foi para a Alemanha para estrelar como o agente do FBI Jerry Cotton no filme alemão Schüsse aus dem Geigenkasten (1965). Foi um sucesso e deu origem a uma série de filmes: Mordnacht in Manhattan (1965), Die Rechnung – eiskalt serviert (1966), Um Null Uhr schnappt die Falle zu (1966), Der Mörderclub von Brooklyn (1967), Der Tod im roten Jaguar (1968), Dynamit in grüner Seide (1968) e Todesschüsse am Broadway (1969).
Ele apareceu em duas produções de Harry Alan Towers, The Million Eyes of Sumuru (1967) filmado em Hong Kong e The House of 1.000 Dolls (1967) filmado na Espanha. Um de seus últimos filmes foi Beyond Atlantis (1973), produzidonas Filipinas.

## Escrita
Na década de 1970, Nader sofreu uma lesão ocular em um acidente automobilístico, o que o tornou particularmente sensível às luzes fortes dos sets de filmagem e o forçou a deixar de atuar. Ele começou a escrever, incluindo seu romance de ficção científica de 1978, Chrome, que tratava de um romance proibido entre um homem e um andróide (também masculino).
De acordo com Army Archerd da Variety, Nader havia concluído um livro chamado The Perils of Paul (cujo título é uma brincadeira com a série de melodrama The Perils of Pauline) sobre a comunidade gay em Hollywood, que ele não queria publicar até depois de sua morte.

## Vida pessoal

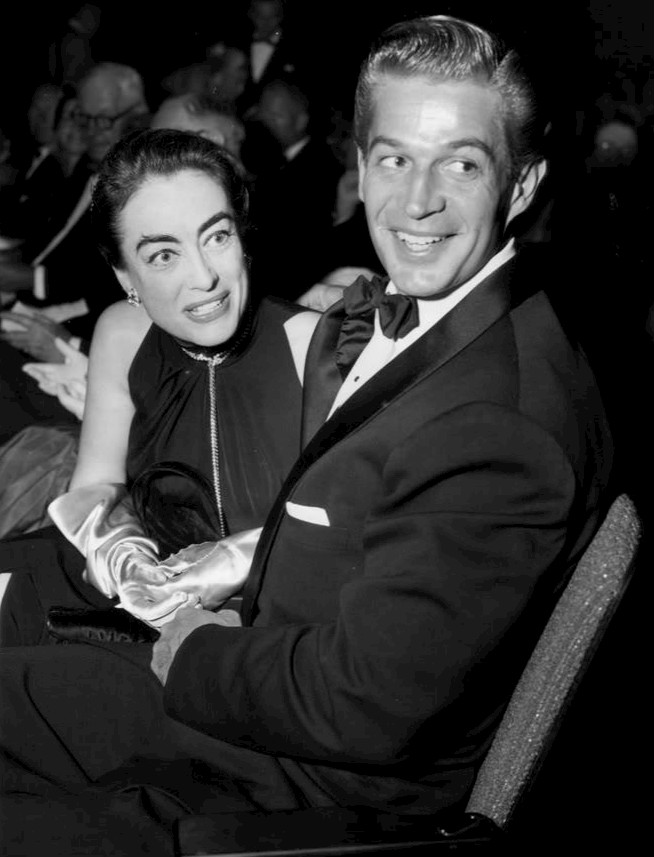
Nader com Joan Crawford (1954)

Embora Nader não fosse abertamente gay durante sua carreira cinematográfica, ele geralmente não fingia relacionamentos com mulheres para esconder isso, em vez disso, desviava das perguntas dizendo que não havia conhecido "a pessoa certa".
Nader morou com seu companheiro de vida, Mark Miller (22 de novembro de 1926 – 9 de junho de 2015), que conheceu em 1947 enquanto atuavam juntos em uma peça.
Miller trabalhou como secretário pessoal de Rock Hudson de 1972 até a morte da estrela, e o casal herdou os juros do patrimônio de US$ 27 milhões de Hudson após sua morte por complicações da AIDS em 1985. A biógrafa de Hudson, Sara Davidson, descreveu Nader, Miller e outra pessoa como "a família de Rock durante a maior parte de sua vida adulta". Nader reconheceu publicamente sua orientação sexual pouco depois.
Nader e Miller acabaram se estabelecendo em Palm Springs.
Atingido por múltiplos problemas médicos, Nader deu entrada no hospital em setembro de 2001. Ele morreu em 4 de fevereiro de 2002, em Woodland Hills, Califórnia, de insuficiência cardiopulmonar, pneumonia e múltiplos infartos cerebrais. Ele deixou Miller (com quem passou 55 anos), suas primas Sally Kubly e Roberta Cavell, e seu sobrinho, o ator Michael Nader. Suas cinzas foram espalhadas no mar; um cenotáfio em sua homenagem, junto com Mark Miller e Rock Hudson, existe no Forest Lawn Cemetery de Cathedral City. Em 2002, uma Golden Palm Star na Palm Springs Walk of Stars, foi dedicada a ele.

## Filmografia
| Ano       | Título                                 | Personagem                         | Notas                                                                   |
| --------- | -------------------------------------- | ---------------------------------- | ----------------------------------------------------------------------- |
| 1950      | Rustlers on Horseback                  | Jack Reynolds                      | Creditado como George Nadar                                             |
| 1950–1953 | Fireside Theater                       | Web Martin/George                  | Televisão, 2 episódios                                                  |
| 1951      | You're in the Navy Now                 | Membro da tripulação               | Sem créditos                                                            |
| 1951      | The Prowler                            | Fotógrafo                          | Sem créditos                                                            |
| 1951      | Take Care of My Little Girl            | Jack Gruber                        | Sem créditos                                                            |
| 1951      | The Desert Fox: The Story of Rommel    | Commando                           | Sem créditos, títulos alternativos: Rommel, Desert Fox & The Desert Fox |
| 1951      | Two Tickets to Broadway                | Charlie, técnico de som de Crosby  | Sem créditos                                                            |
| 1951      | Overland Telegraph                     | Paul Manning                       |                                                                         |
| 1952      | Phone Call from a Stranger             | Piloto                             | Sem créditos                                                            |
| 1952      | Gruen Guild Playhouse                  |                                    | Televisão, 1 episódio                                                   |
| 1952      | Big Town                               |                                    | Televisão, 1 episódio                                                   |
| 1952      | Monsoon                                | Burton                             |                                                                         |
| 1952      | Han glömde henne aldrig                | Chris Kingsley                     | Versão em inglês, voz                                                   |
| 1953      | Down Among the Sheltering Palms        | Tenente Homer Briggs               | Sem créditos                                                            |
| 1953      | Your Jeweler's Showcase                |                                    | Televisão, 1 episódio                                                   |
| 1953      | Robot Monster                          | Roy                                | Títulos alternativos: Monster from Mars & Monsters from the Moon        |
| 1953      | Schlitz Playhouse of Stars             | Richard                            | Televisão, 1 episódio                                                   |
| 1953      | Your Play Time                         |                                    | Televisão, 1 episódio                                                   |
| 1953      | Sins of Jezebel                        | Jeú                                |                                                                         |
| 1953      | Hallmark Hall of Fame                  |                                    | Televisão, 1 episódio                                                   |
| 1953–1961 | The Loretta Young Show                 | Várias funções                     | Televisão, 8 episódios                                                  |
| 1954      | The Pepsi-Cola Playhouse               |                                    | Televisão, 2 episódios                                                  |
| 1954      | Carnival Story                         | Bill Vines                         |                                                                         |
| 1954      | Cavalcade of America                   | Eliphalet Remington II             | Televisão, 2 episódios                                                  |
| 1954      | Four Guns to the Border                | Bronco                             | Título alternativo: Shadow Valley                                       |
| 1954      | Miss Robin Crusoe                      | Jonathan                           |                                                                         |
| 1954–1957 | Lux Video Theatre                      | Dr. Frank Matson / Don / Jeremy    | Televisão, 3 episódios                                                  |
| 1955      | Six Bridges to Cross                   | Edward Gallagher                   |                                                                         |
| 1955      | The Second Greatest Sex                | Matt Davis                         |                                                                         |
| 1955      | Lady Godiva of Coventry                | Lorde Leofrico                     |                                                                         |
| 1956      | Congo Crossing                         | David Carr                         |                                                                         |
| 1956      | Away All Boats                         | Tenente Dave MacDougall            |                                                                         |
| 1956      | The Unguarded Moment                   | Tenente Harry Graham               | Título alternativo: The Gentle Web                                      |
| 1957      | Four Girls in Town                     | Mike Snowden                       |                                                                         |
| 1957      | Man Afraid                             | Rev. David Collins                 |                                                                         |
| 1957      | Joe Butterfly                          | Sargento Ed Kennedy                |                                                                         |
| 1957      | Climax!                                | Harry Parker                       | Televisão, 1 episódio                                                   |
| 1957      | Appointment with a Shadow              | Paul Baxter                        |                                                                         |
| 1957      | Flood Tide                             | Steve Martin                       | Título alternativo: Above All Things                                    |
| 1958      | The Female Animal                      | Chris Farley                       |                                                                         |
| 1958      | Nowhere to Go                          | Paul Gregory                       |                                                                         |
| 1959      | The Further Adventures of Ellery Queen | Ellery Queen                       | Televisão, 25 episódios                                                 |
| 1959–1960 | The Man and the Challenge              | Dr. Glenn Barton                   | Televisão, 36 episódios                                                 |
| 1960      | Laramie                                | Wells Clark                        | Televisão, 1 episódio                                                   |
| 1961      | The Andy Griffith Show                 | Dr. Robert Benson                  | Televisão, 1 episódio                                                   |
| 1961      | Shannon                                | Joe Shannon                        | Televisão, 36 episódios                                                 |
| 1962      | Il colpo segreto di D'Artagnan         | d'Artagnan                         |                                                                         |
| 1963      | Zigzag                                 | O Caçador                          |                                                                         |
| 1963      | The Great Space Adventure              |                                    |                                                                         |
| 1963      | A Walk by the Sea                      |                                    |                                                                         |
| 1965      | The Human Duplicators                  | Glenn Martin                       | Títulos alternativos: Space Agent K1 & Jaws of the Alien                |
| 1965      | Burke's Law                            | Chris Maitland                     | Televisão, 1 episódio                                                   |
| 1965      | Schüsse aus dem Geigengasten           | Jerry Cotton                       |                                                                         |
| 1965      | Misión Lisboa                          | Bêbado entrando em quarto de hotel | Sem créditos                                                            |
| 1965      | Mordnacht in Manhattan                 | Jerry Cotton                       |                                                                         |
| 1966      | Um Null Uhr schnappt die Falle zu      | Jerry Cotton                       |                                                                         |
| 1966      | Die Rechnung – eiskalt serviert        | Jerry Cotton                       |                                                                         |
| 1967      | Der Mörderclub von Brooklyn            | Jerry Cotton                       |                                                                         |
| 1967      | The Million Eyes of Sumuru             | Agente Nick West                   |                                                                         |
| 1967      | The House of 1,000 Dolls               | Stephen Armstrong                  |                                                                         |
| 1968      | Dynamit in grüner Seide                | Jerry Cotton                       |                                                                         |
| 1968      | Radhapura – Endstation der Verdammten  | Steve Weston                       |                                                                         |
| 1968      | Der Tod im roten Jaguar                | Jerry Cotton                       |                                                                         |
| 1969      | Todesschüsse am Broadway               | Jerry Cotton                       |                                                                         |
| 1972      | Owen Marshall: Counselor at Law        |                                    | Televisão, 1 episódio                                                   |
| 1972      | The F.B.I.                             |                                    | Televisão, 1 episódio                                                   |
| 1973      | Beyond Atlantis                        | Nereus                             | Título alternativo: Sea Creatures                                       |
| 1974      | Nakia                                  | McMasters                          | Telefilme                                                               |